# Панфилов, Алексей Георгиевич
Алексей Георгиевич Панфилов (1920—1989) — подполковник Советской Армии, участник Великой Отечественной войны, Герой Советского Союза (1945).

## Биография
Алексей Панфилов родился 19 марта 1920 года на станции Хомутово (ныне — Новодеревеньковский район Орловской области). После окончания семи классов школы и школы фабрично-заводского ученичества работал сначала на заводе «Манометр» в Москве, затем на заводе в Нижнем Тагиле. Параллельно с работой занимался в аэроклубе. В 1939 году Панфилов был призван на службу в Рабоче-крестьянскую Красную Армию. В 1940 году он окончил Пермскую военную авиационную школу лётчиков. С начала Великой Отечественной войны — на её фронтах.
К апрелю 1945 года капитан Алексей Панфилов командовал эскадрильей 198-го штурмового авиаполка 233-й штурмовой авиадивизии 4-й воздушной армии 2-го Белорусского фронта. К тому времени он совершил 123 боевых вылета на штурмовку скоплений боевой техники и живой силы противника, нанеся ему большие потери.
Указом Президиума Верховного Совета СССР от 18 августа 1945 года капитан Алексей Панфилов был удостоен высокого звания Героя Советского Союза с вручением ордена Ленина и медали «Золотая Звезда».
После окончания войны Панфилов продолжил службу в Советской Армии. В 1959 году в звании подполковника он был уволен в запас. Проживал и работал в Москве.
Был также награждён двумя орденами Красного Знамени, орденами Отечественной войны 1-й и 2-й степени, двумя орденами Красной Звезды, рядом медалей.